# Corollonema
Corollonema là chi thực vật có hoa trong họ Apocynaceae.